# Jordskælvet i Haiti 2021
Jordskælvet i Haiti 2021 skete lørdag 14. august 2021 klokken 8.29 lokal tid i den vestlige del af Haiti. 150 km fra hovedstaden Port-au-Prince.
Skælvet skete i 10 km’s dybde med en styrke på 7,2 på richterskalaen. Pr. 25. august 2021 var der bekræftet 2200 døde og 344 savnede. Samme dag var status, at 52.900 hjem var ødelagt, og at 650.000 mennesker havde behov for humanitær hjælp. Dødstallet kan dog reelt være mellem 5 og 50 gange højere. To dage efter skælvet blev der bekræftet 5700 kvæstede. Pr. 16. august 2021 er det det jordskæv, der de seneste 25 år har krævet næstflest dødsofre i Latinamerika. Kun overgået af jordskælvet i Haiti i januar 2010, der kostede 316.000 mennesker livet.